# Square Laurent-Prache
Le square Laurent-Prache est un jardin public du quartier Saint-Germain-des-Prés adossé à l'église de Saint Germain des Prés, dans le 6e arrondissement de Paris (France).

## Situation et accès
L'entrée du site est située au no 1, place Saint-Germain-des-Prés.
Accessible aux personnes à mobilité réduite, le square est desservi par la ligne 4 à la station Saint-Germain-des-Prés.

## Origine du nom

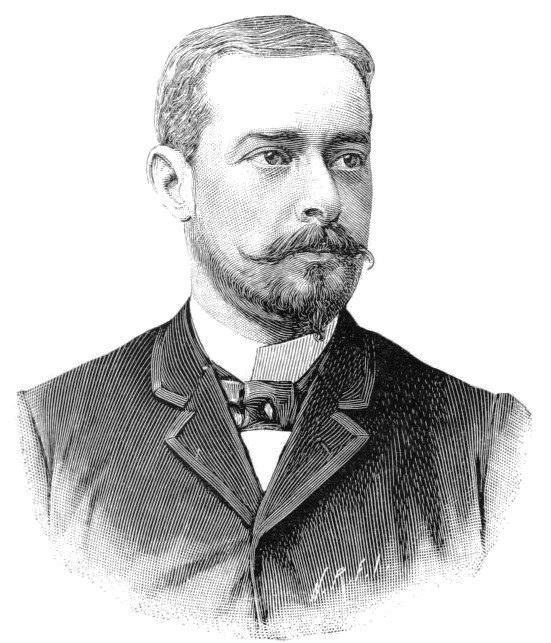
Laurent Prache.

Le square est nommé d'après le député Laurent Prache (1856-1919), homme politique français connu pour ses opinions antimaçonniques.

## Historique
Le square est créé en 1901 sur un emplacement libre créé dans le cadre du prolongement de la rue de Rennes jusqu'au quai de Conti, et déclaré d'utilité publique en 1866 après la démolition des 15-17, rue de l'Abbaye.

## Prėsentation
Le jardin est peuplé de marronniers blancs et d'un marronnier rouge, d'un arbre de Judée et d'un if qui grandissent au milieu d’orangers du Mexique et de rhododendrons.
On peut également y découvrir une petite fontaine Wallace, un buste de Dora Maar en bronze offert en 1959 par Picasso à la Ville de Paris  en hommage à son ami Guillaume Apollinaire, un médaillon et une plaque gravés en hommage à Laurent Prache par Hérain (1935), mais également des piles et des arcades de la chapelle de la Vierge de l'ancienne abbaye Saint-Germain-des-Prés, ainsi que des fragments de son cloître aujourd'hui disparu.

### Affaire duBuste de Dora Maar
La tête en bronze est volée en 1999 et une enquête est ouverte à Paris. Elle est retrouvée dans un fossé à Osny (Val-d'Oise) par un employé municipal. La mairie d'Osny, ignorant l'origine de cette sculpture, déclare la découverte et l'expose dans le hall d'entrée de la mairie. En 2001, M. Tomaselli, visitant la mairie, s'étonne qu'un Picasso y soit exposé. Quelques mois plus tard, il reconnaît l'œuvre dans un livre et prévient la mairie de Paris, qui la récupère et la réinstalle dans le square Laurent-Prache après restauration,.

## Galerie

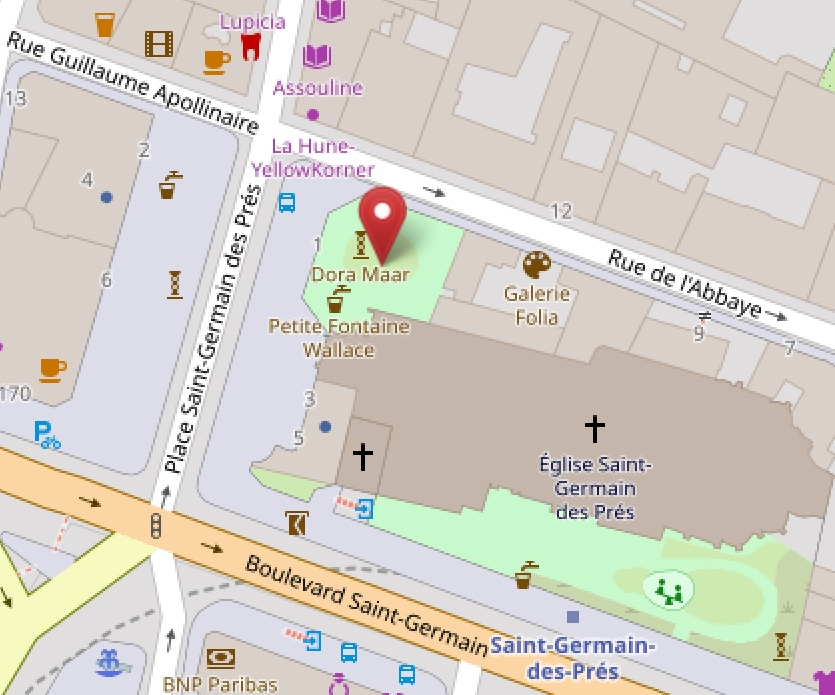
Plan du quartier (source : OpenStreetMap).
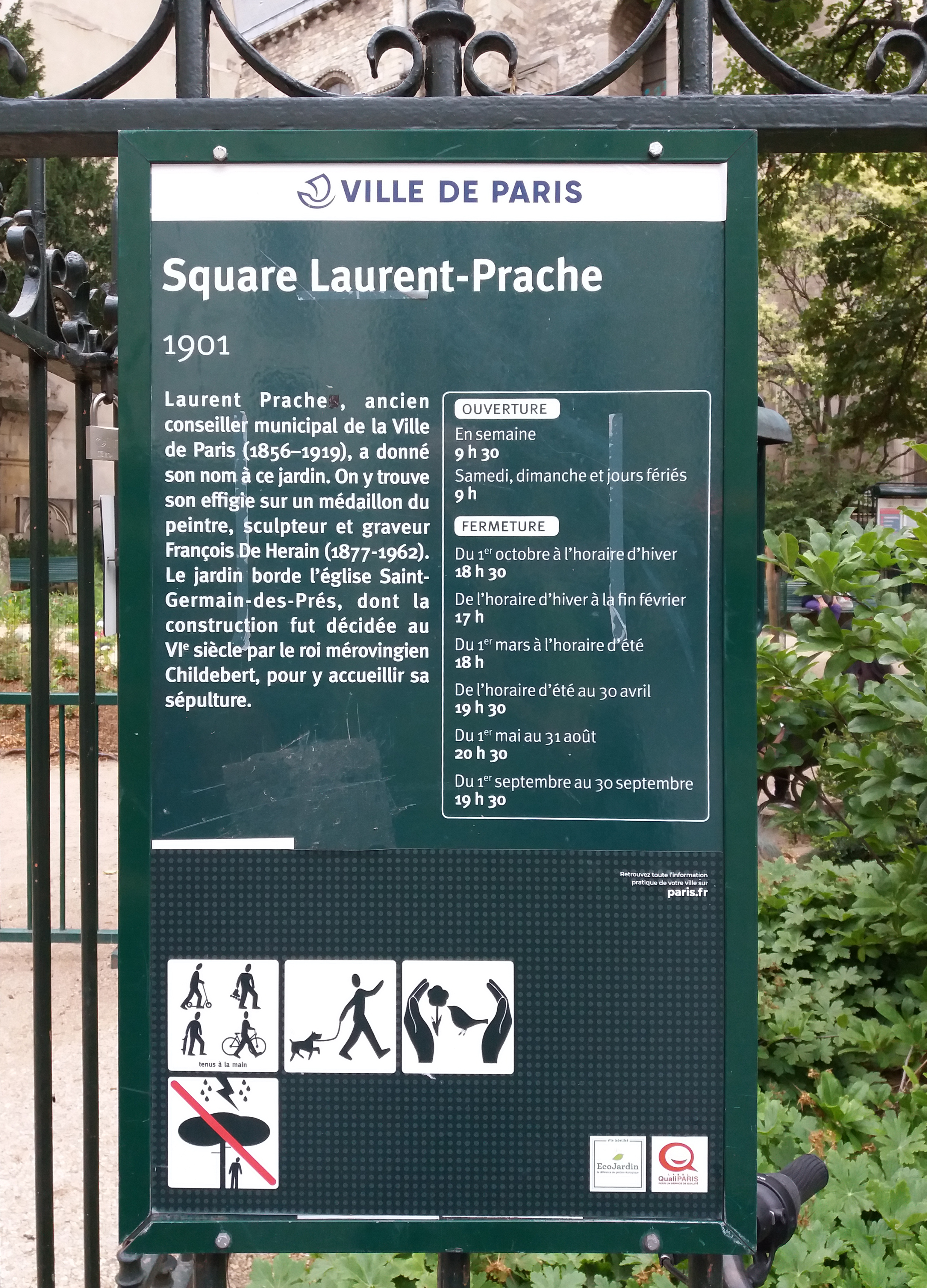
Les heures d'ouverture du square.
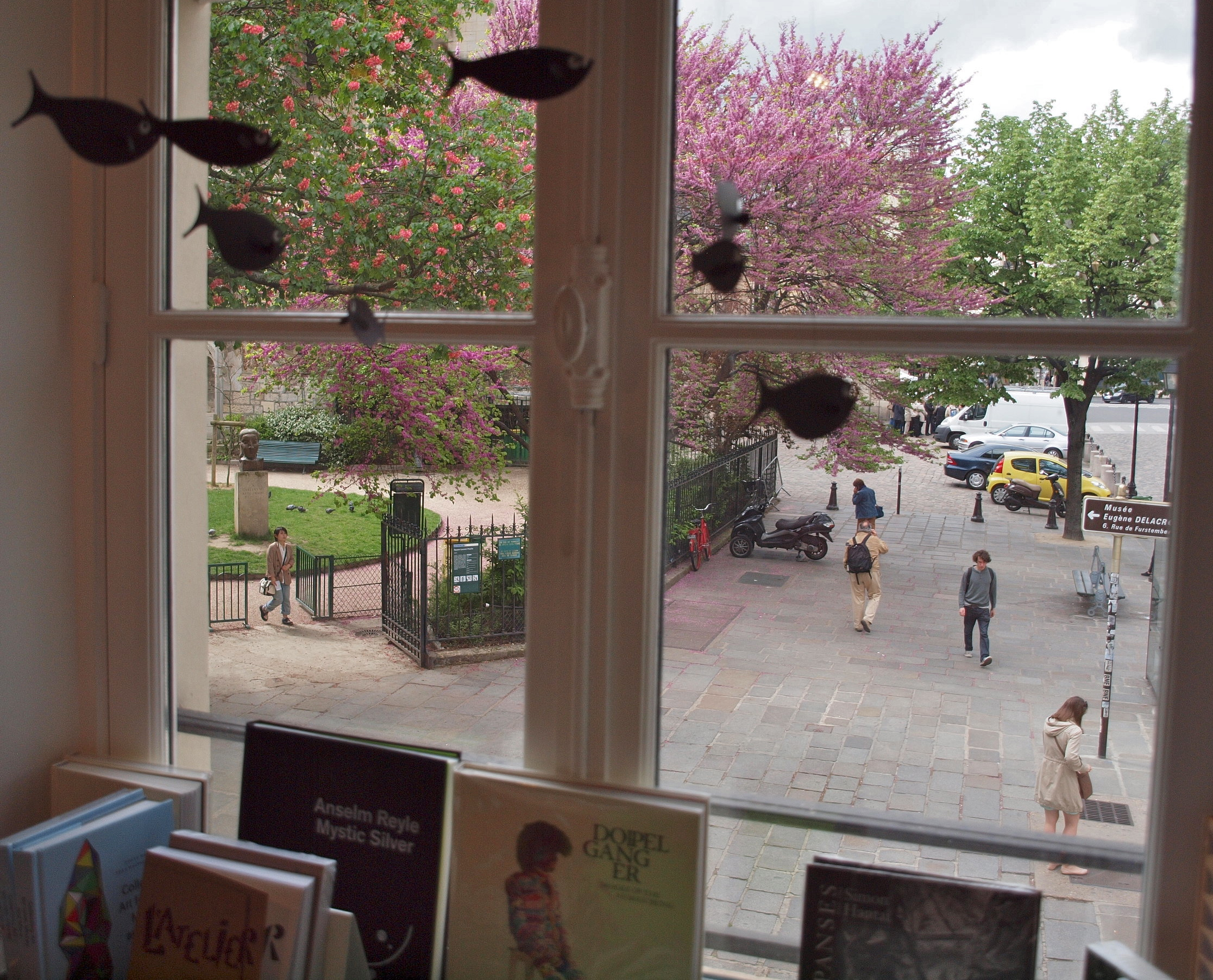
Vue de l'entrée du square, à gauche, depuis une fenêtre de l'ancienne librairie La Hune (aujourd'hui la librairie-galerie YellowKorner), située 16 rue de l'Abbaye.
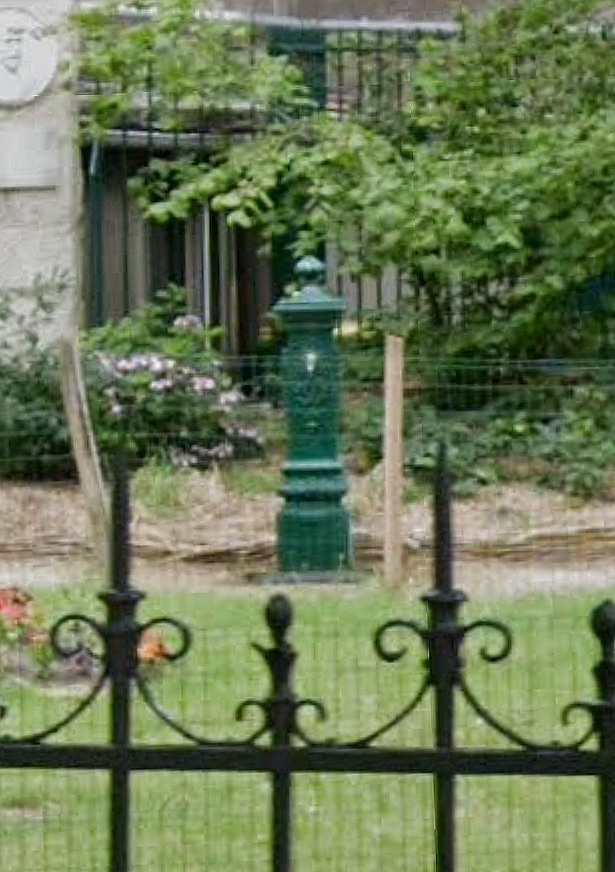
La petite fontaine Wallace.
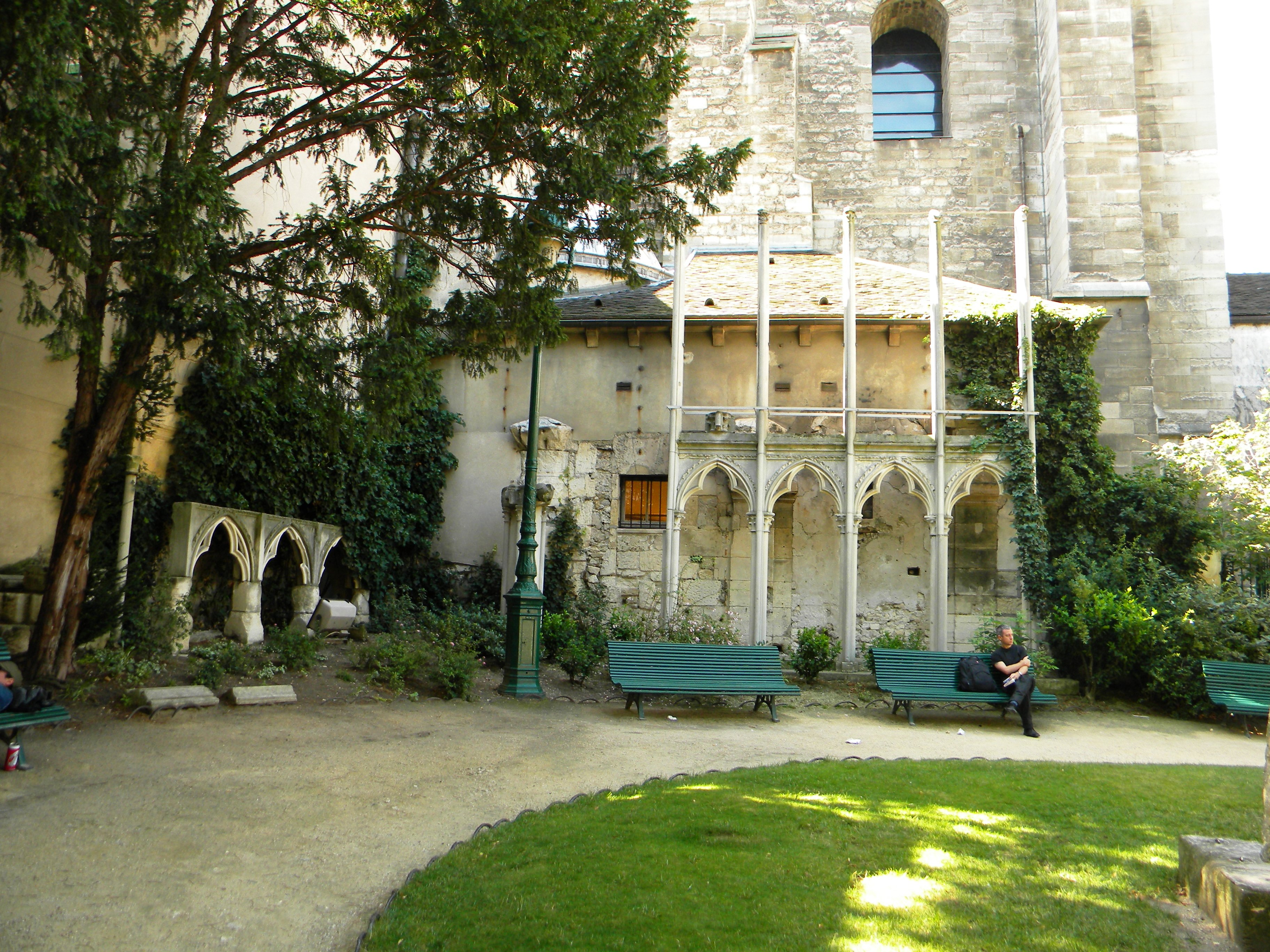
Le square est adossé à l'église de Saint Germain des Prés et accueille notamment des vestiges de l'ancienne chapelle de la Vierge démolie en 1802...
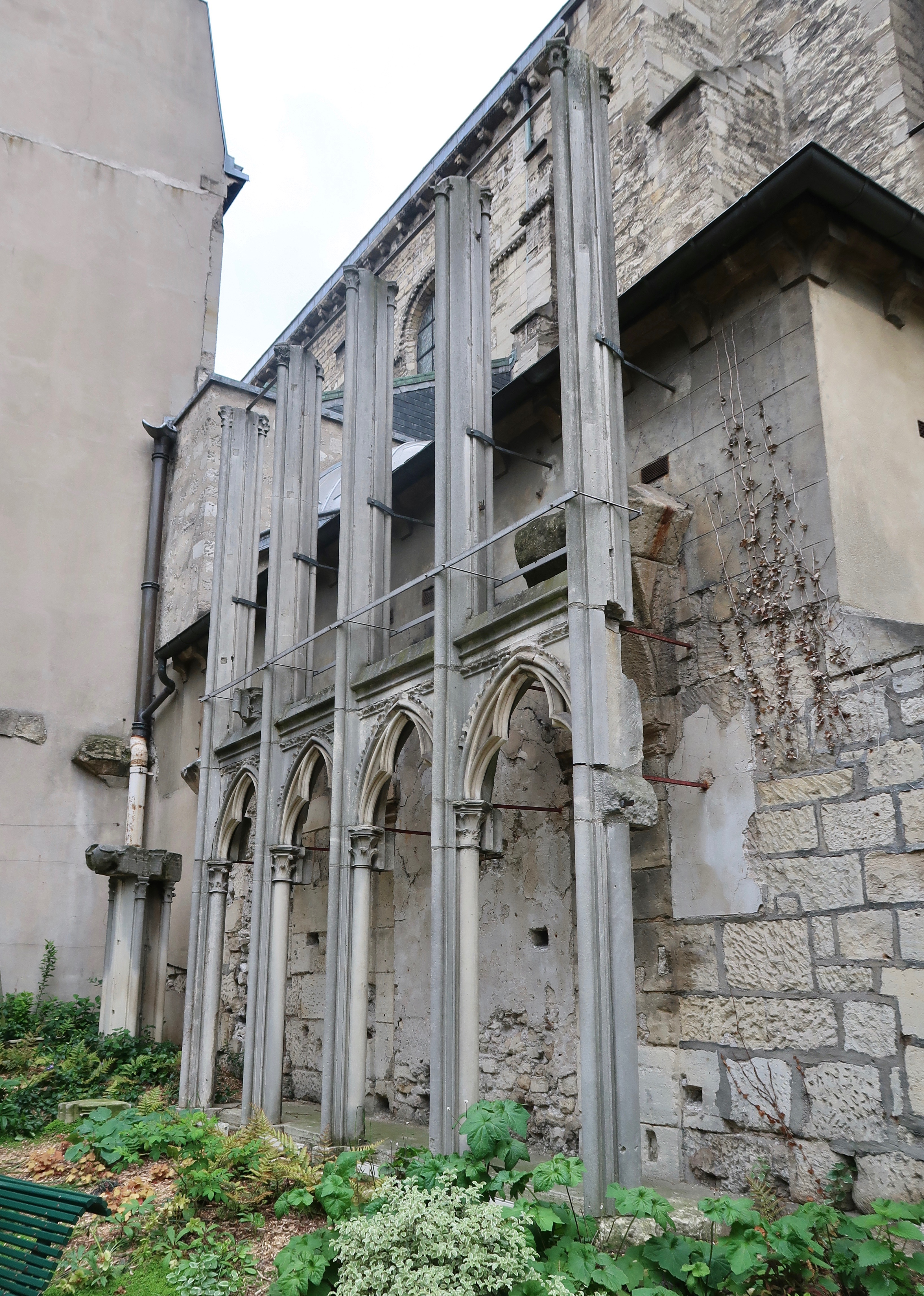
... ainsi que des fragments de son cloître aujourd'hui disparu.
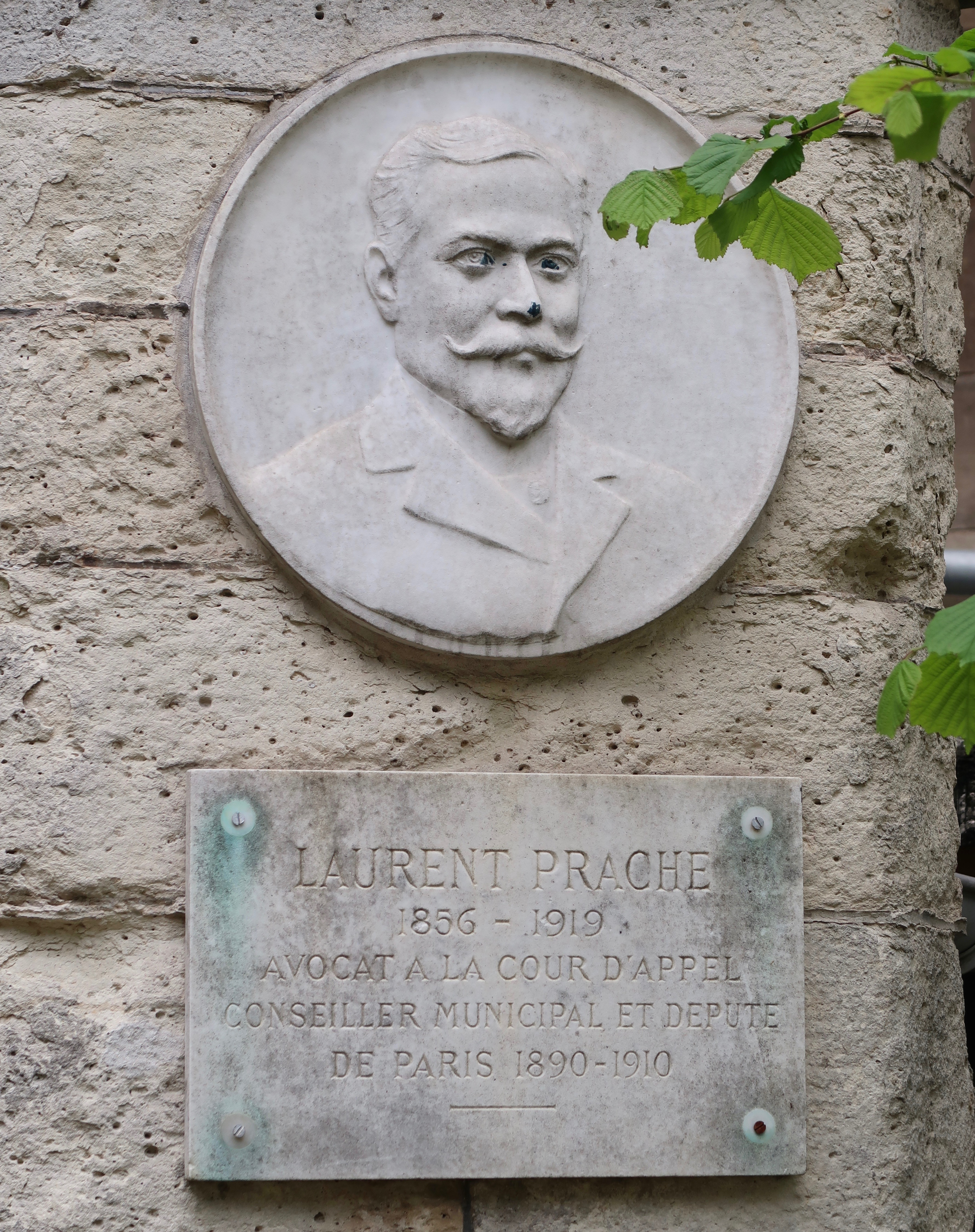
Médaillon et plaque gravés en hommage à l'homme politique Laurent Prache, qui donne son nom au square.